# Letterman (sport)
Un letterman (in italiano letteralmente "uomo della lettera"), nel campo delle attività/sport negli USA, è uno studente della high school o del college che ha raggiunto un determinato livello di partecipazione nella squadra sportiva del proprio istituto.

## Descrizione

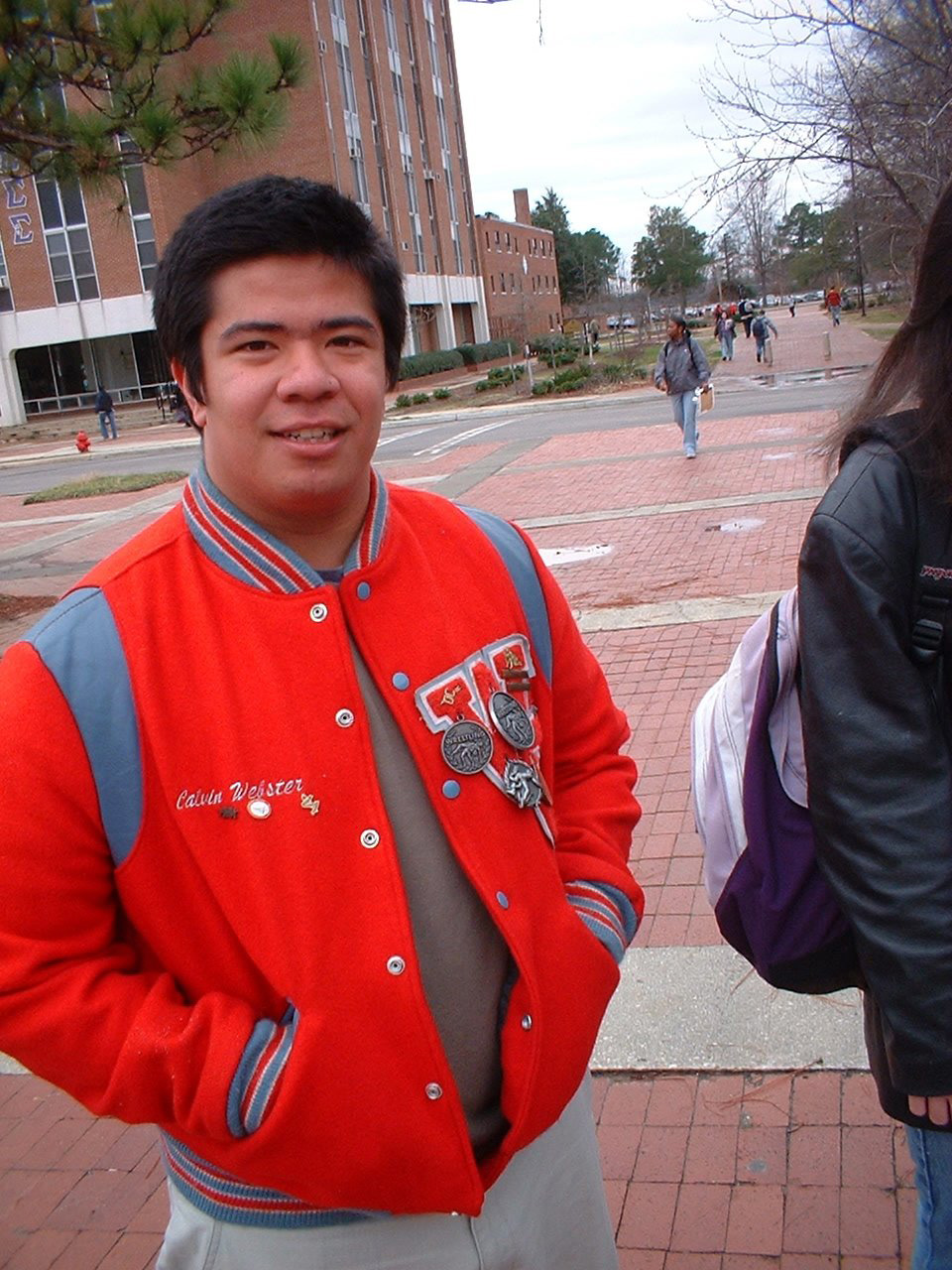
Un ragazzo che indossa una giacca di lana da baseball con cucite la lettera "W" e delle medaglie.

Il termine viene dalla pratica di premiare ciascuno di questi partecipanti con una lettera di stoffa ("letter" in inglese), che di solito è l'iniziale del nome della scuola, da mettere su una "letter sweater" (letteralmente "felpa della lettera") o su una "letter jacket" (una giacca da baseball) ideate con lo scopo di mostrare tale lettera. In alcuni casi, la premiazione può avvenire direttamente con la felpa o la giacca stessa.
Oggi, per distinguere i "lettermen" (plurale di "letterman") dagli altri partecipanti della squadra, le scuole spesso stabiliscono un livello minimo di partecipazione negli eventi della squadra o un livello minimo di prestazione affinché la lettera venga conferita.
Una soglia comune nel football americano e nella pallacanestro è la partecipazione in una stabilita quantità, spesso metà, di tutti i quarti in una stagione.
Negli sport individuali come il tennis e golf, la soglia per ottenere la lettera è generalmente la partecipazione a metà o qualche volta due terzi di tutte le partite. Frequentemente, altri membri del team che non riescono a raggiungere i requisiti per la lettera ricevono un certificato di partecipazione o altri riconoscimenti considerati di minor valore rispetto alla lettera.
Alcune scuole continuano a basare l'assegnazione delle lettere sulle prestazioni, negli sport di squadra richiedendo un certo numero di punti, contrasti o canestri, in base al ruolo e allo sport. Negli sport individuali le lettere sono spesso determinate in base alle qualifiche negli incontri e nei tornei. 
Altre scuole attribuiscono le lettere in base a criteri più soggettivi, con l'allenatore, qualche volta uno studente che è già stato premiato con la lettera, che conferiscono le lettere tanto per miglioramenti sostanziali quanto per prestazioni significative sul campo. Questo mette molta enfasi sulla persona, sulla dedizione e sul gioco di squadra tanto quanto sul, e spesso al posto di, semplicemente giocare abbastanza o raggiungere alcuni livelli di tempo o prestazioni. Qualche volta nelle High Schools anche i risultati in classe possono essere determinanti. Questo modo di pensare mette al centro la maturazione, premiando un giocatore bilanciato e bravo in tutti gli ambiti, laddove altri metodi si concentrano strettamente su prestazioni atletiche e le vittorie in campo.
Il termine letterman, pur significando letteralmente "uomo della lettera", non ha un genere; una giocatrice di basket femminile o di altri sport femminili insignita della lettera viene chiamato propriamente sempre come un letterman.
Un atleta che viene premiato con una lettera (o più lettere in sport multipli) si dice sia stato "letterato" (lettered in inglese).
Negli ultimi anni, qualche istituto ha esteso il concetto di letterman al di fuori del campo sportivo, assegnando lettere per le prestazioni nelle arti performative o altre attività scolastiche.